# ويليام بيكرينغ
ويليام بيكرينغ (بالإنجليزية: William Percival Pickering)‏ (25 أكتوبر 1819 في المملكة المتحدة - 16 أغسطس 1905 في كندا) هو لاعب كريكت بريطاني (وحمل سابقاً جنسية المملكة المتحدة لبريطانيا العظمى وأيرلندا). لعب مع نادي مقاطعة سري للكريكت ‏ ونادي مارليبون للكريكت ‏ ونادي جامعة كامبريدج للكريكيت ‏.